# Stordammen (Films socken, Uppland)
Stordammen är en sjö i Östhammars kommun i Uppland och ingår i Norrströms huvudavrinningsområde. Sjön är 3,2 meter djup, har en yta på 3,42 kvadratkilometer och befinner sig 39 meter över havet. Sjön avvattnas av vattendraget Fyrisån. Vid provfiske har bland annat abborre, braxen, gers och gädda fångats i sjön.
Stordammen ligger på platsen för en mindre sjö Dynsjön. Den uppdämdes vid mitten av 1500-talet och 1613 uppfördes Stordammsbröstet som gjorde Stordammen till Dannemora gruvors huvudsakliga vattendamm. Stordammen är försedd med två avloppskanaler samt en bottenkanal som kan användas då vattenståndet i dammen blir för högt.

## Delavrinningsområde
Stordammen ingår i det delavrinningsområde (667734-161727) som SMHI kallar för Utloppet av Stordammen. Medelhöjden är 45 meter över havet och ytan är 31,61 kvadratkilometer. Det finns inga avrinningsområden uppströms utan avrinningsområdet är högsta punkten. Fyrisån som avvattnar avrinningsområdet har biflödesordning 3, vilket innebär att vattnet flödar genom totalt 3 vattendrag innan det når havet efter 149 kilometer. Avrinningsområdet består mestadels av skog (74 procent). Avrinningsområdet har 3,43 kvadratkilometer vattenytor vilket ger det en sjöprocent på 10,8 procent. Bebyggelsen i området täcker en yta av 0,17 kvadratkilometer eller 1 procent av avrinningsområdet.

## Fisk
Vid provfiske har följande fisk fångats i sjön:
- Abborre
- Braxen
- Gärs
- Gädda
- Mört
- Sarv